# فیلم زندان

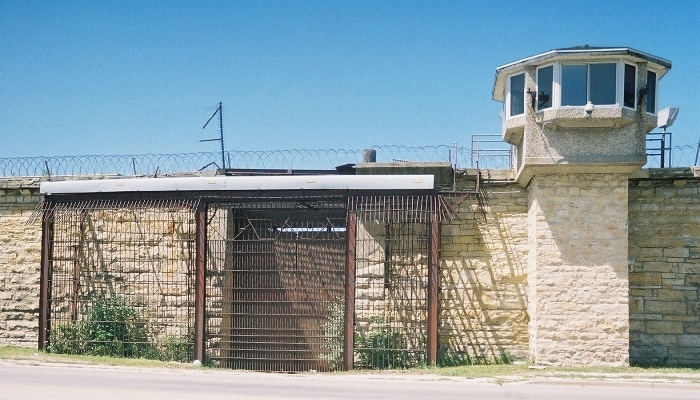
دروازه شرقی زندان ژولیت, این همان دروازه ای است که در برادران بلوز وجود داشت

فیلم زندان (به انگلیسی: Prison film) یک نوع از ژانر فیلم است که به زندگی در زندان و اغلب گریز از زندان مربوط می‌شود این فیلم‌ها شامل درام‌های تحسین شده‌ای است که ماهیت زندان‌ها را بررسی می‌کند، مانند: حکم مرگ، لوک خوش‌دست، قطار سریع‌السیر نیمه‌شب، بروبیکر، فرار از آلکتراز، رستگاری در شاوشنک، بوسه زن عنکبوتی و تبهکار می‌باشد.